# Bernardo Augusto de Madureira e Vasconcelos

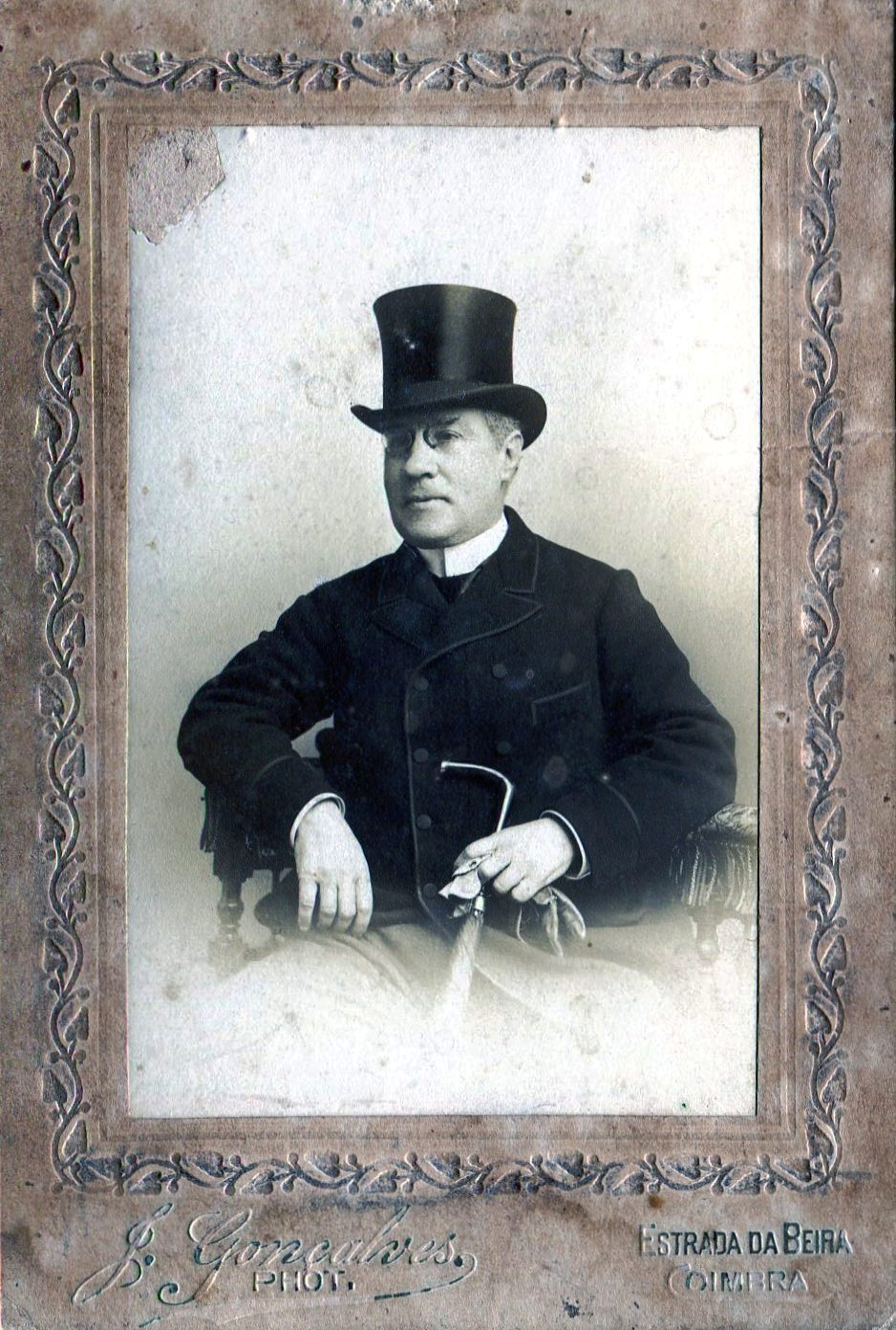
Prof. Doutor Bernardo Augusto de Madureira e Vasconcelos

Bernardo Augusto de Madureira e Vasconcelos (Baião, Ancede, 7 de março de 1842 — 18 de setembro de 1926), foi sacerdote, teólogo, professor catedrático, poeta, escritor e polemista.
Fazendo a síntese da tradição escolástica conimbricense com o neotomismo, então impulsionado pelo Papa Leão XIII, Bernardo de Madureira foi um dos vultos mais proeminentes do espiritualismo cristão do seu tempo e um dos grandes impulsionadores da filosofia tomista em Portugal, à qual deixaria o seu nome indelevelmente ligado.
Natural de Ancede, Baião, onde nasceu na paterna casa da Costa a 7 de março de 1842, era filho de António Barbosa de Madureira e de D. Ana Joaquina de Jesus Ferreira dos Santos. Foi baptizado a 12  de março de 1842 na Igreja de Ancede, tendo como padrinhos seus tios-avós maternos Bernardo Albertino de Vasconcelos e D. Josefa Inácia Garcia de Castro Barbosa, senhores da casa e quinta de Sequeiros. Bernardo de Madureira foi senhor da casa da Costa, em Ancede, que remodelou e modernizou e onde viria a falecer em 18 de setembro de 1926.

## Formação Académica
Dotado de excepcionais aptidões académicas, cedo as revelou nos estudos preparatórios efectuados no Liceu do Porto. Matriculou-se na Faculdade de Teologia da Universidade de Coimbra em 24 de outubro de 1863, onde foi um distinto aluno, sempre premiado: 1º ano (1º accessit), 2º ano (1º accessit), 3º ano (2º accessit, aprovado nemine discrepante), 4º ano (2º prémio) e 5º ano (1º prémio). Ordenado Presbítero em 16 de junho de 1866, obteve o grau de bacharel em 7 de junho de 1867 e, após os Actos Grandes de Conclusões Magnas, realizados em 10/11 de fevereiro de 1870 e através dos quais viria a concorrer para o magistério, licenciou-se em Teologia em 24 de fevereiro de 1870. Em 10 de julho de 1870, com apenas 28 anos, Bernardo de Madureira vestiria o capelo e a borla doutorais, dissertando sobre o Trinitatis Mysterium e Platonis Philosophia ab Ecclesia minime depropmtum, tendo-lhe sido conferido o grau de Doutor em Teologia com a classificação de Muito Bom com 18 valores.

## Percurso Académico e Científico
Após as provas de doutoramento prestou serviços de magistério público no curso teológico do Seminário Patriarcal de Santarém, onde leccionou Ciências Eclesiásticas e Teologia Exegética e, em particular, cadeiras dos 4º e 5º anos, entre 18 de outubro de 1870 e março de 1873.
Com a tese O Futuro da Igreja – breves considerações sobre a indefectibilidade do catolicismo (1873) ascendeu, mediante concurso, por decreto de 26 de fevereiro de 1874, às funções de Lente Substituto da Faculdade de Teologia da Universidade de Coimbra, tendo sido empossado em 16 de março de 1874, passando a reger, a título provisório, as cadeiras de Teologia Litúrgica (1873-1874, como 3º substituto e em 1874-1875, como 2º substituto), Teologia Moral (1874-1875, como 2º substituto) e Teologia Pastoral (1874-1875, como 2º substituto). Por decreto de 9 de abril de 1875 foi nomeado Lente Catedrático, lugar de que tomou posse a 21 do mesmo mês. Regeu, desde essa data e até à extinção da Faculdade de Teologia, as cátedras de Teologia Mística (1875-1876, como 7º lente; 1876-1878, como 6º lente; 1878-1881, como 5º lente; 1881-1882, como 4º lente; 1882-1887, como 3º lente; 1887-1890, como 2º lente), História Eclesiástica (1880-1881, como 5º lente), Cristologia, Teologia Moral (1886-1887, como 3º lente; 1901-1902, como 1º lente), Ética Cristã Geral (1909-1910, como 1º lente) e Teologia Dogmática (1890-1911, como 1º lente). Seria, aliás, sobre Teologia Dogmática-Polémica que Bernardo de Madureira escreveria a sua obra mais importante, um tríptico intitulado Institutiones Theologiae Dogmaticae Specialis (3 vols., Coimbra, 1885; 2ª edição, 1890-93; 3ª edição, 1896), adoptado como manual académico em Coimbra, nos seminários portugueses, no Brasil e nos Estados Unidos. Graças a este importante tratado teológico, Bernardo de Madureira recebeu um louvor régio de D. Carlos (Portaria de 25.1.1887).
Após a extinção da Faculdade de Teologia de Coimbra, em 1912 transitou para a recém-criada Faculdade de Letras da Universidade de Coimbra, como professor ordinário do 2º Grupo (Filologia Românica), sendo transferido para o 6º Grupo (Ciências Filosóficas) em 10 de outubro de 1914. Requereu a sua aposentação em 1912, sendo colocado na disponibilidade por limite de idade nesse ano, vindo a aposentar-se definitivamente em 1914-1915, após 42 anos de docência universitária.

## Outros cargos e funções desempenhados
Bernardo de Madureira foi Secretário da Faculdade de Teologia (entre 1874 e 1876) e Delegado da Universidade de Coimbra ao Colégio Especial para Eleição dos Pares do Reino (29 de novembro de 1885 a 5 de dezembro de 1885). Integrou a comissão da Universidade de Coimbra que solicitou ao Governo, em 29 de julho de 1880, a criação de uma Faculdade de Letras, a construção de uma sala de leitura diurna e nocturna (anexa à Biblioteca da Universidade) e a instituição de um prémio literário de 500$000 réis a atribuir quinquenalmente a um autor português, bem como da comissão universitária que, no mesmo ano, organizou a comemoração do tricentenário da morte de Luís de Camões.
Foi também Provedor da Santa Casa da Misericórdia de Coimbra (1884-1885), Juiz Desembargador da Relação e Cúria Patriarcal de Lisboa, sócio efectivo de O Instituto de Coimbra (desde 12 de dezembro de 1885) e membro eleito da respectiva classe de Ciências Morais (1887/1888), membro da Academia de Santo Thomaz d’Aquino, Irmão Confrade da Real Confraria da Rainha Santa Isabel de Coimbra e da Confraria de Santo António de Lisboa, tendo ainda leccionado Teologia Dogmática Especial no Seminário Maior de Coimbra. Presidiu ainda a diversos júris de Latim e Grego em diversos liceus do País.
Conservador e com profundas convicções monárquicas, recusou-se a exercer funções docentes na Faculdade de Letras, contrariamente a outros ex-lentes de Teologia. Da sua personalidade importa ainda reter o seu papel no grave conflito entre o Bispo-Conde de Coimbra, D. Manuel Correia de Bastos Pina e a Faculdade de Teologia de Coimbra, procurando conciliar ambas as partes depois de uma acesa polémica. Pelo seu carácter singular, merece ainda destaque o vincado papel que Bernardo Augusto de Madureira e Vasconcelos assumiu durante a greve académica de 1907 ao exigir a retirada da polícia da porta das suas aulas.
Camilo Castelo Branco, de quem foi amigo, em carta dirigida a Bernardo Madureira a propósito de O Sol d’Aquino, laudava o teólogo, afirmando-lhe: Que versos immortaes V. Ex.ª poderia fundir do bronze da historia, se cantasse Colombo, o sancto in mente de Pio XI, e cantasse Guttemberg, a alçaprema que atirou para mais perto do sol um planeta escurentado pelos antagonismos dos Aquinos e Duns Scott, pelos doutores illuminados, pelos doutores seraphicos, e pelos doutores subtis e pelos doutores irrefragáveis!.
O seu testamento, lavrado a 25 de março de 1924, é um testemunho efectivo da sua bondade para com os mais desfavorecidos. O seu funeral, de acordo com alguns jornais da época, constituiu uma profunda manifestação de saudade e gratidão, com um imponente cortejo fúnebre.

## Obras publicadas
Bernardo de Madureira publicou diversas obras de Teologia, Filosofia, Poesia e de outra natureza, de que se destacam:
- Theses ex Universa Theologia decerptae quas in Conimbricensi Academia anno MDCCCLXIX propugnabat Bernardus Augustus de Madureira, Imprensa da Universidade, Coimbra, 1869
- Trinitatis Mysterium e Platonis Philosophia ab Ecclesiae minime depromptum, Imprensa da Universidade, Coimbra, 1869
- O Futuro da Egreja – Breves Considerações sobre a Indefectibilidade do Catholicismo offerecidas por dissertação para o concurso ao Magisterio na Faculdade de Theologia da Universidade de Coimbra pelo candidato Dr. Bernardo Augusto de Madureira, Imprensa Nacional, Lisboa, 1873
- Como deve proceder a imprensa religiosa, in revista Instituições Christãs – Revista Quinzenal da Academia de Santo Thomaz d’Aquino, I Ano – 1ª Série (nº 1), Coimbra, 1883, pp. 5-8
- Imortalidade e remorso, in revista Instituições Christãs – Revista Quinzenal da Academia de Santo Thomaz d’Aquino, I Ano – 1ª Série (nº 1), Coimbra, 1883, pp. 124-130
- O Sol d'Aquino - I - A Lenda, II - A Doutrina, Homenagem á Academia de Santo Thomaz d'Aquino em Coimbra na Sessão Solemne de 25 de Maio de 1884 dirigida por S. Ex.ª Rev.ma o Sr. Bispo Conde D. Manuel Correia de Bastos Pina sob a presidencia de Monsenhor Vicenzo Vannutelli, Arcebispo de Sardia e Nuncio Apostolico em Portugal, in revista Instituições Christãs – Revista Quinzenal da Academia de Santo Thomaz d’Aquino, II Ano – 2ª Série (nºs 2 a 7), Coimbra, 1884
- O Sol d'Aquino - I - A Lenda, II - A Doutrina, Homenagem á Academia Literaria de Santo Thomaz d'Aquino em Coimbra na Sessão Solemne de 25 de Maio de 1884 dirigida por S. Ex.ª Rev.ma o Sr. Bispo Conde D. Manuel Correia de Bastos Pina sob a presidencia de Monsenhor Vicenzo Vannutelli, Arcebispo de Sardia e Nuncio Apostolico em Portugal, Imprensa da Universidade, Coimbra, 1884
- O 1º de Dezembro, poema publicado na revista Instituições Christãs – Revista Quinzenal da Academia de Santo Thomaz d’Aquino, II Ano – 2ª Série (nº 11), Coimbra, 1884
- Institutiones Theologiae Dogmaticae Specialis, quas in scholarum usum disposuit Bernardus Augustus de Madureira, 3 volumes, Imprensa da Universidade, Coimbra, 1885
- Um Projecto de Reforma dos Artigos […] do Regulamento para o Governo da Irmandade da Santa Casa da Misericordia de Coimbra Approvado com Data de 15 de abril de 1854, Imprensa da Universidade, Coimbra, 1885
- Projecto de Resposta da Faculdade de Theologia ao Documento enviado ao Governo pelo Bispo de Coimbra Publicado na Folha official de 26 de abril de 1888, Imprensa da Universidade, Coimbra, 1888
- Projecto de Resposta por parte da Faculdade de Theologia ao Documento do Ex.mo e Rev.mo Bispo de Coimbra Publicado na Folha official de 26 de abril de 1888 que se propunha apresentar á sua Faculdade o Dr. Bernardo Augusto de Madureira, Imprensa da Universidade, Coimbra, 1888
- A Resolução da Sagrada Congregação do Concílio do dia 18 de Julho de 1888 Reduzida ao seu Justo Valor – Carta ao nobre Ministro do Reino, Conselheiro José Luciano de Castro, Casa Minerva, Coimbra, 1889
- Esclarecimento, Casa Minerva, Coimbra, 1889
- Por Dignidade Propria, Casa Minerva, Coimbra, 1889
- A Medica, Monologo em verso, Lisboa, Agencia Typographica, 1889 (sob o pseudónimo de Lealto)
- Compendios e Programmas no seu Confronto, Imprensa da Universidade, Coimbra, 1890
- Institutiones Theologiae Dogmaticae-Polemicae, quas in scholarum usum disposuit Bernardus Augustus de Madureira; editio secunda aucta et emendata, 3 volumes, Imprensa da Universidade, Coimbra, 1890-1893
- O sr. Bispo de Olinda e a imprensa catholica (Circular de D. João Esberard aos párocos), in revista Instituições Christãs – Revista Quinzenal da Academia de Santo Thomaz d’Aquino, X Ano – 1ª Série (nº 9), Coimbra, 1892, pp. 257-259
- Institutiones Theologiae Dogmaticae-Polemicae, quas in scholarum usum disposuit Bernardus Augustus de Madureira; editio tertia aucta et emendata, 3 volumes, Imprensa da Universidade, Coimbra, 1896
- Compendio de Philosophia Elementar (conforme ao programma dos Lyceus de 1895, 6ª e 7ª classes), Imprensa da Universidade, Coimbra, 1896
- Representação a El-Rei, Imprensa Minerva, Lisboa, 1897
- Compendio de Philosophia Elementar (conforme ao programma dos Lyceus de 1895, 6ª e 7ª classes), 2ª edição, melhorada, Imprensa da Universidade, Coimbra, 1903
- Sol d'Aquino (2ª edição), Sonetos, com um prefacio pelo Visconde Villa-Moura e uma carta de Camillo Castello Branco, Renascença Portuguesa, Porto, 1916